# Laternulidae
Famille
Les Laternulidae sont une famille de mollusques bivalves appartenant à l'ordre des Pholadomyoida.

## Liste des genres
Selon World Register of Marine Species (30 novembre 2018) :
- genre Exolaternula Habe, 1977
- genre Laternula Röding, 1798